# Tiffany Cromwell
Tiffany Jane Cromwell (* 6. Juli 1988 in Adelaide) ist eine australische Radrennfahrerin.

## Sportliche Laufbahn
2004 und 2005 errang Tiffany Cromwell bei den ozeanischen Meisterschaften sechs Podiumsplätze bei den Juniorinnen: 2004 in Melbourne wurde sie Zweite in der Einerverfolgung und jeweils Dritte im Punktefahren sowie im Scratch; 2005 wurde sie Dritte in der Einerverfolgung und Zweite im Scratch, im Straßenrennen belegte sie ebenfalls Rang zwei. 2008 wurde Cromwell australische Vize-Meisterin der Junioren und gewann die US-amerikanischen Rennen Garrett Lemire Memorial GP und Sea Otter Classic. 2009 wurde Cromwell Dritte der nationalen Junioren-Meisterschaft auf der Straße und belegte bei der Tour of New Zealand Platz zehn.
2009 gewann Cromwell eine Etappe der Grande Boucle Féminine. In den folgenden Jahren bestritt sie vorrangig Rennen in Europa. Bei der Tour of New Zealand 2010 belegte sie Rang drei in der Gesamtwertung sowie Platz zwei beim Sparkassen Giro in Bochum. Beim Omloop Het Nieuwsblad wurde sie 2011 Achte.
2012 errang Tiffany Cromwell den Titel der australischen Vize-Meisterin im Straßenrennen der Elite. Durch mehrere Platzierungen unter den ersten Zehn bei verschiedenen Radrennen war sie am Ende der Saison Neunte in der Rangliste des Rad-Weltcups. In den folgenden Jahren gewann sie einzelne Etappen bei Rennen: 2013 gewann sie Omloop Het Nieuwsblad, 2016 eine Etappe beim Giro d’Italia Femminile und 2017 bei der Internationalen Thüringen-Rundfahrt. 2021 startete sie im Straßenrennen der Olympischen Spiele in Tokio und belegte Rang 26.

## Persönliches
Seit Februar 2020 ist Cromwell mit dem finnischen Automobilrennfahrer Valtteri Bottas liiert.

## Erfolge

### Straße
2005
- Ozeanienspiele (Juniorinnen) – Straßenrennen

2009
- eine Etappe Grande Boucle Féminine

2012
- eine Etappe Giro d’Italia Femminile

2013
- eine Etappe Bay Cycling Classic
- Omloop Het Nieuwsblad

2014
- eine Etappe Energiewacht Tour

2015
- eine Etappe Energiewacht Tour

2016
- eine Etappe Giro d’Italia Femminile

2017
- eine Etappe Internationale Thüringen-Rundfahrt der Frauen

2019
- Mannschaftszeitfahren Giro d’Italia Femminile

### Bahn
2004
- Ozeanienspiele (Juniorinnen) – Einerverfolgung
- Ozeanienspiele (Juniorinnen) – Scratch, Punktefahren

2005
- Ozeanienspiele (Juniorinnen) – Scratch
- Ozeanienspiele (Juniorinnen) – Einerverfolgung